# Laakirchen
Laakirchen là một đô thị ở district of Gmunden bang Oberösterreich, nước Áo. Đô thị này có diện tích 32,5 km², dân số thời điểm ngày 31 tháng 12 năm 2005 là 9454 người.